# Lacus Curtius
Lacus Curtius (o Curtilacus, segons Sext Pompeu Fest) era un petit llac situat al fòrum de Roma, que era venerat pels romans per una causa que els mateixos romans no podien recordar.
Hi ha diverses tradicions sobre el nom del llac i els fets que hi van passar. La més comuna és la que diu que durant la guerra entre els romans i els sabins, derivada del rapte de les sabines, els sabins van ocupar una part de Roma entre els turons Palatí i Capitoli. Dos caps militars, Meti Curci pels sabins, i Host Hostili pels romans, es van enfrontar en combat singular i Curci va matar a Hostili. Mentre el sabí presumia d'aquesta victòria, un grup de romans dirigida per Ròmul, els va atacar per sorpresa i els va expulsar. Meti Curci, que anava a cavall, va entrar en una llacuna a la vall que més tard va ocupar el fòrum, d'on en va poder sortir amb dificultat. Per aquest fet, el lloc va rebre el nom de Lacus Curtius, segons explica Titus Livi, que diu que poc després es va fer la pau entre romans i sabins.
Una altra explicació fa referència a un fet succeït en època molt posterior. Un dia el terra del Fòrum va cedir i es va obrir un esvoranc del que no es veia el fons. Tots els intents per omplir-lo van ser inútils, i els àugurs van prendre auspicis i van dictaminar que no es podria omplir fins que s'hi tirés allò en què s'havia de basar la grandesa de Roma. Quan tothom feia esforços per interpretar allò que volien dir els àugurs, es va presentar un jove anomenat Marc Curci i va dir que allò que representava Roma era un ciutadà valent i armat, i es va oferir per llançar-se dins de l'avenc. Va muntar dalt del cavall amb una armadura completa i es va llençar a l'abisme, i aviat el terra es va tancar al seu damunt. Els historiadors que en parlen diuen que això va passar l'any 362 aC.
La tercera tradició que parla d'aquest llac explica que al lloc anomenat Lacus Curtius hi va caure un llamp i que per ordre del senat es va protegir de la forma habitual construint-hi el brocal d'un pou, cosa que va fer el cònsol Gai Curci Filó l'any 445 aC, segons explica Varró. Plini el Vell diu però que aquest lloc no va ser considerat sagrat, i que no era un Bidental, un monument que s'aixecava al lloc on havia caigut un llamp.